# Gewalt gegen Frauen
Zur Gewalt gegen Frauen werden psychische, physische und sexuelle Gewalt gerechnet. Die WHO benennt Gewalt als eines der größten Gesundheitsrisiken für Frauen. Seit 1999 wird der 25. November als Internationaler Tag zur Beseitigung von Gewalt gegen Frauen abgehalten.

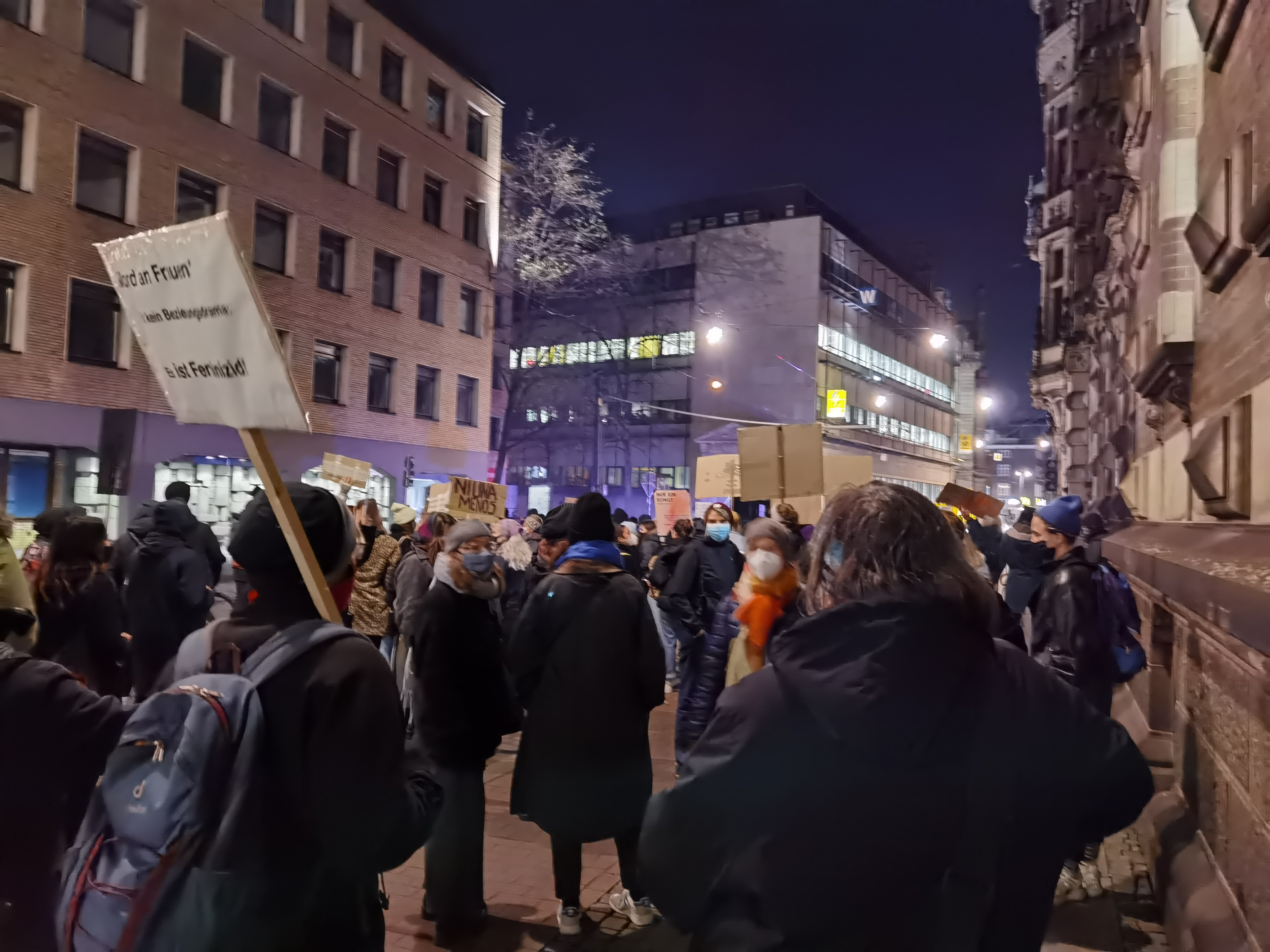
Tag gegen Gewalt gegen Frauen in Bremen 2020

In den vergangenen Jahrzehnten stieg die Sensibilität bezüglich Gewalt gegen Frauen stark an, was zu einer sich verringernden Dunkelziffer führte. In jüngster Zeit förderten auch Social-Media-Bewegungen wie #MeToo diese Entwicklung. Auch Männer engagieren sich gegen Gewalt gegen Frauen; so auch in Südafrika.

## Formen der Gewalt
- Häusliche Gewalt. Die weltweit am häufigsten auftretende Form von Gewalt gegen Frauen ist physische Gewalt durch eine vertraute Person im häuslichen Lebensbereich. 40 bis 70 % der ermordeten Frauen in Australien, Russland, Israel, Kanada, Südafrika und den Vereinigten Staaten sind nach Schätzungen der Weltgesundheitsorganisation (WHO) ihren Ehemännern oder Lebensgefährten zum Opfer gefallen. In Kolumbien wird an jedem sechsten Tag eine Frau von ihrem Partner oder Ex-Partner ermordet. In Deutschland steht bei fast jedem zweiten Frauenmord ein dem Opfer nahestehender Mann im Verdacht (BKA 2012).
- Sexualisierte Gewalt gegen Frauen. Weltweit wird eine von fünf Frauen in ihrem Leben Opfer von Vergewaltigung oder versuchter Vergewaltigung. In Indien wird alle 21 Minuten eine Frau vergewaltigt. „Die Dunkelziffer dürfte aber weitaus höher liegen, schätzt die Indologin Dorothea Riecker.“[2]
- Vergewaltigung als Kriegswaffe wurde u. a. seit den 1990er Jahren in Bosnien, Ruanda, Kongo, Liberia und Syrien eingesetzt.[6] „Allein in Ruanda wurden während des Völkermords 1994 mehr als 250.000 Frauen vergewaltigt und dabei häufig auch mit HIV infiziert.“[2] Im russisch-ukrainischen Krieg 2022 zählen zu den Kriegsverbrechen von russischen Soldaten auch Vergewaltigungen ukrainischer Frauen und Mädchen.[7][8] Sexuelle Gewalt im Zweiten Weltkrieg wird seit den 1990er Jahren erforscht.
- Trostfrauen. Vergewaltigungen und sexuelle Sklaverei von sogenannten Trostfrauen während der japanischen Militäraktivitäten im asiatisch-pazifischen Raum in den 1930er und 1940er Jahren untersuchte im Jahr 2000 das Frauen-Tribunal in Tokio. In Korea löste das Thema der Trostfrauen eine öffentliche internationale Debatte aus.[9] Als Mahnmal wurde die Friedensstatue in Berlin-Moabit aufgestellt, für die es eine Online-Petition gibt.[10]
- Auf der Flucht, beispielsweise von Syrien nach Europa, sind Frauen und Mädchen besonders gefährdet, Opfer von Gewalt zu werden, darunter auch sexueller Gewalt.[11]
- Mitgiftmorde, ein Verbrechen, bei dem die Frau durch ihren Ehemann oder durch ihre Schwiegereltern umgebracht wird, weil ihre Familie nach der Heirat die Mitgift für die Familie des (neuen) Mannes nicht aufbringen kann, sind in Südasien, v. a. Indien, verbreitet.
- Ehrenmord. Nach Schätzungen des UN-Weltbevölkerungsberichtes Ending Violence against Women and Girls kommen bei steigender Tendenz jährlich 5000 Frauen weltweit durch sogenannte Ehrenmorde ums Leben. Bei den Tätern handelt es sich überwiegend um männliche Familienangehörige. Mitunter werden sie nach einem traditionellen Regelwerk oder aus strategischen Gründen zur Strafminderung bestimmt. Laut Bericht entgehen die Täter dem eigentlichen Strafmaß ohne Verurteilung oder mit milderen Strafen. Der Bericht vermerkt, dass Ehrenmorde hauptsächlich in Ländern mit einer überwiegend muslimischen Bevölkerung begangen werden, sich allerdings nicht auf diese Länder begrenzen lassen.[12] Wolfram Reiss zufolge werden Ehrenmorde an Frauen vermehrt auch in Indien und Brasilien begangen.[13] Eine vom Bundeskriminalamt beauftragte Studie auf der Basis von 78 Prozessakten mit dem Titel Ehrenmorde in Deutschland 1996–2005 kam zu dem Ergebnis, dass die Opfer zu 57 % weiblich waren, die mehrheitlich männlichen Täter zu 91 % Migranten aus der ersten Generation.[14]
- Zwangsheirat. Nach einem UNICEF-Bericht von 2003 werden weltweit mehr als 51 Millionen Mädchen zwischen 15 und 19 Jahren verheiratet. Mehrheitlich handelt es sich bei Eheschließungen von unter 19-Jährigen um Mädchen, nicht Jungen. Wirtschaftlich prekäre Lebensverhältnisse der Familien haben dabei den markantesten Einfluss.[15] Nach einer vom Familienministerium in Deutschland beauftragten Studie aus dem Jahr 2005 gaben 25 % der 143 befragten Frauen mit türkischem Hintergrund, die mit einem türkischen Mann verheiratet waren, an, dass ihnen ihr Ehemann vor der Hochzeit unbekannt war.[16]

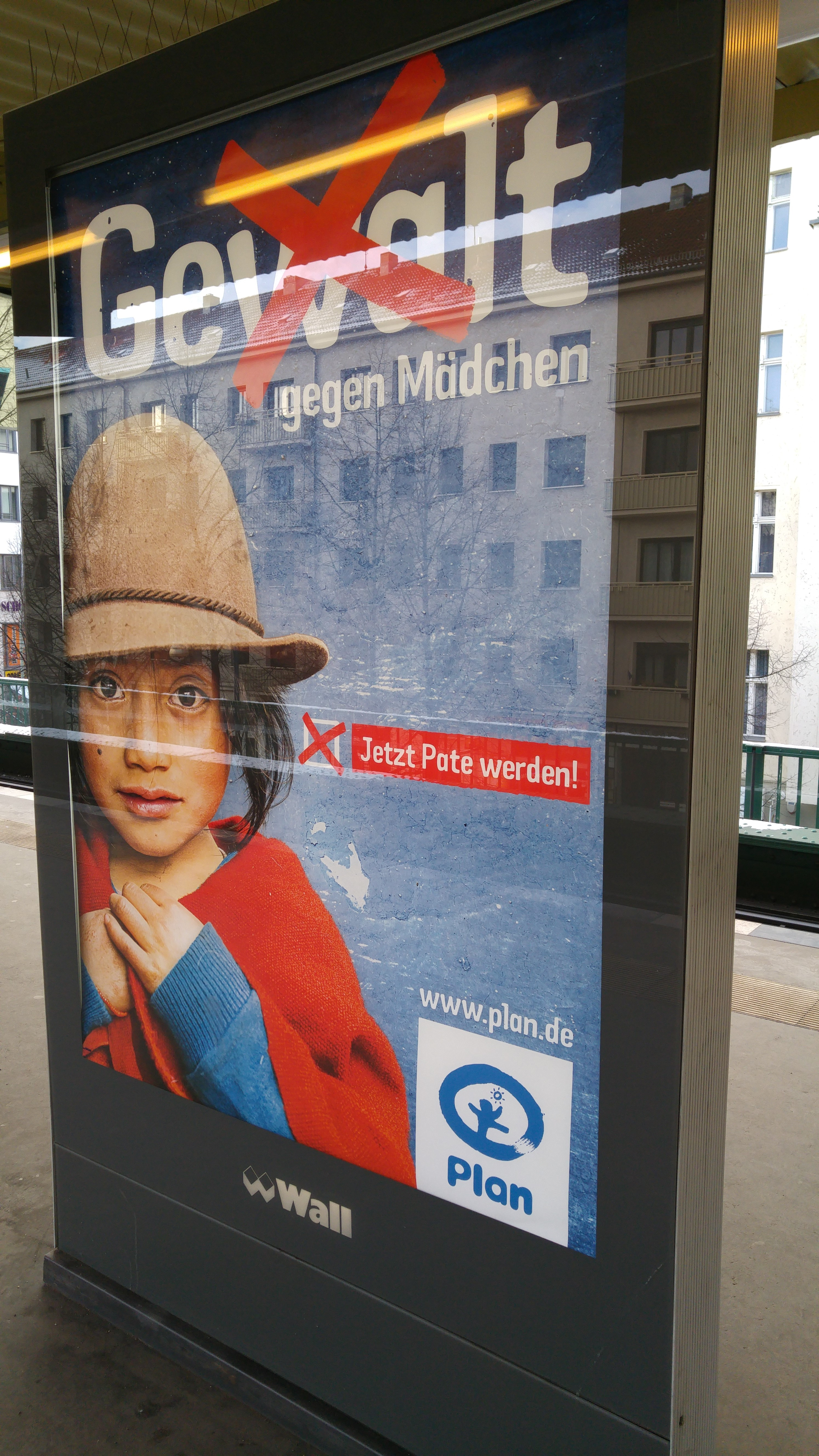
Öffentliches Plakat des Kinderhilfswerks Plan International (2016)

- Gewalt bei der Geburt. Studien weisen nach, dass es rund um die Geburt oft zu verbaler und physischer Gewalt kommt.[17] Nach Schätzung der Organisation Human Rights in Childbirth erfahren 40 bis 50 % aller Frauen psychische oder körperliche Gewalt vor, während oder nach der Geburt.[18]
- Femizid, Abtreibung von weiblichen Föten nach vorgeburtlicher Geschlechtsselektion, Kindstötungen von Mädchen oder systematische Verwahrlosung von Mädchen sind in Süd- und Ostasien, Nordafrika und im Nahen Osten weit verbreitet. In Mexiko sind Entführung, Vergewaltigung, Mord an Frauen unter dem Begriff „Feminicido“ bekannt. Die Verbrechen bleiben meist straflos, kritisieren die Vereinten Nationen und Frauenrechtsgruppen. (Siehe auch: Frauenmorde von Ciudad Juárez)
- Menschenhandel und Zwangsprostitution: Zwischen 500.000 und zwei Millionen Menschen, davon 80 % Frauen und Mädchen, werden jedes Jahr Opfer von Menschenhandel, Zwangsarbeit oder Zwangsprostitution.
- Weibliche Genitalverstümmelung: die Hauptverbreitungsgebiete sind das westliche und nordöstliche Afrika (z. B. Ägypten) sowie der Jemen, der Irak, Indonesien und Malaysia.
- Säureattentate auf Frauen sind besonders in Staaten Südasiens, v. a. Bangladesch, Pakistan, Indien, weit verbreitet sowie auch aus dem Iran berichtet, werden selten angezeigt und bleiben meist straflos.
- Steinigung, kollektive Hinrichtungsart, zu der speziell Frauen wegen Ehebruchs oder Geschlechtsverkehr vor der Ehe verurteilt werden. In Ländern wie Afghanistan, Iran, Jemen, Nigeria, Saudi-Arabien und dem Sudan wird Steinigung in Anwendung der Scharia praktiziert.[19]

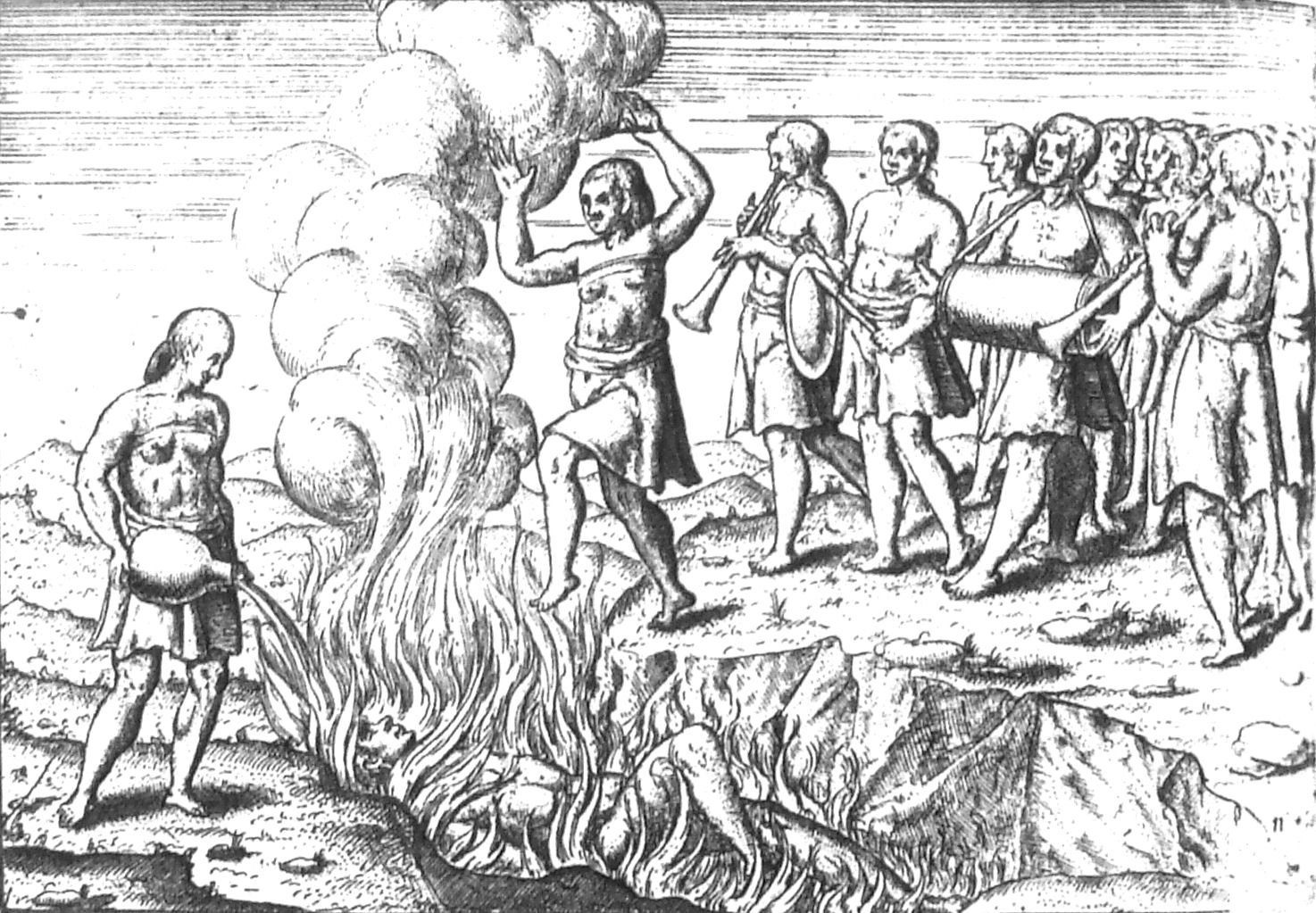
Beschreibung des balinesischen Rituals der Witwenverbrennung (Frederick de Houtman, 1597)

- Diskriminierung von Witwen: In verschiedenen Teilen der Welt werden Witwen diskriminiert. Häufig sind Traditionen die Ursache, beispielsweise das Erbrecht.[20] Auch die Opferung von Witwen, wie die Witwenverbrennung trat in der Geschichte in verschiedenen Kulturen auf. Obwohl die Witwenverbrennung in Indien praktisch ausgerottet ist, gibt es immer wieder vereinzelte Fälle, wie die aufsehenerregende Witwenverbrennung von Roop Kanwar im Jahr 1987, sowie einige Zwischenfälle in ländlichen Gegenden 2002,[21] 2006,[22] 2014[23] und 2015,[24] bei denen es den Angehörigen nicht gelang, eine 70-jährige Witwe davon abzuhalten, auf den brennenden Scheiterhaufen ihres Mannes zu springen. In einigen Strömungen des Hinduismus ist das Witwentum mit extremer Ausgrenzung verbunden. Es wird von Witwen erwartet, sich eine Glatze zu scheren. Sie dürfen weder Schmuck noch den roten Punkt auf der Stirn tragen und müssen barfuß laufen.[25] Auch dürfen sie nur noch Kleider aus grobem weißen Baumwollstoff tragen und weder Fleisch essen noch an Festen teilnehmen.[26] Viele mittellose, von der Familie verstoßene hinduistische Witwen gehen in die Stadt Vrindavan, um dort bettelnd den Rest ihres Lebens zu verbringen.[27][28] Diese Diskriminierung wird ebenfalls dafür verantwortlich gemacht, dass hinduistische Witwen in den Selbstmord getrieben werden.[29][30]
- Mehrfachdiskriminierung. Vielfach werden Menschen aufgrund von Geschlecht, Hautfarbe, Herkunft und sozialer Stellung mehrfach diskriminiert und bedroht. Schwarze Frauen sind häufig Opfer von tödlicher Gewalt in Brasilien.[31] Laut einer Studie von 2020 wird dort alle zwei Stunden eine farbige Frau aufgrund von Machismo und Armut getötet.[32] Die verschiedenen Diskriminierungen zur Intersektionalität werden in den Sozialwissenschaften erforscht.[33]

### Sozialräumliche Unterschiede
Neben Mehrfachdiskriminierungen und spezifischen Umständen beobachtete eine Studie aus den Vereinigten Staaten und weiteren Ländern auch den Zusammenhang zwischen sozialräumlicher Infrastruktur und Häufigkeit der Gewalterfahrungen. Demnach erführen signifikant mehr Frauen im ländlichen Raum häusliche Gewalt und berichteten von größeren Verletzungen als Befragte im urbanen Kontext.

## Gewalt gegen Mädchen
Gewalt gegen Mädchen gibt es in vielerlei Formen: als häusliche Gewalt, Mädchenhandel, sexueller Missbrauch, Zwangsverheiratung, Gewalt an Schulen, Weibliche Genitalverstümmelung. Weltweit gesehen ist Gewalt die häufigste Todesursache von jungen Mädchen. Nach einer weltweiten Studie des Kinderhilfswerks der Vereinten Nationen (UNICEF) über Gewalt gegen Kinder und Jugendliche aus dem Jahr 2014 ist nahezu jedes dritte Mädchen zwischen 15 und 19 Jahren, das in einer Partnerschaft lebt, Opfer emotionaler, körperlicher oder sexueller Misshandlung. Nach Schätzungen macht jedes zehnte Mädchen auf der Welt in seinem Leben die Erfahrung, zum Geschlechtsverkehr gedrängt oder gezwungen zu werden.

## Prävalenz und Studien

### Deutschland

#### Rechtsprechung
Bis 1992 war die Vergewaltigung auf den erzwungenen Geschlechtsverkehr außerhalb der Ehe beschränkt, eine Vergewaltigung in der Ehe gab es schon rein begrifflich nicht. Zwischen 1992 und 2004 war die Vergewaltigung in der Ehe ein Antragsdelikt. Seit 2004 ist auch die Vergewaltigung unter Ehepartnern ein Offizialdelikt.
In der Rechtsprechung, die in der Mehrzahl von Männern (etwa 70 %) geprägt ist, werden oft auffallend milde Urteile gefällt. Dabei wird das Verhalten der vergewaltigten Frau oft genauer angeschaut als das des Vergewaltigers. Die Silvesternacht Köln 2015 beschleunigte die Verschärfung des Sexualstrafrechts.

#### Prävalenzstudie
Das Bundesfamilienministerium stellte 2004 die erste repräsentative Studie zu in Deutschland lebender Frauen vor, für die 10.000 Frauen vom Alter von 16 bis 85 zu ihren Gewalterfahrungen umfassend befragt wurden. Ergebnis der Untersuchung war, dass „mindestens jede vierte in Deutschland lebende Frau schon einmal körperliche oder sexuelle Gewalt durch einen Beziehungspartner erlebt hat“. Gewalt gegen Frauen wird nicht ausschließlich, aber überwiegend im häuslichen Bereich verübt, durch Partner oder Expartner. Besonders gefährdet, Opfer von Gewalt durch den (Ex)Partner zu werden, sind Frauen in Trennungs- oder Scheidungssituationen. Gewalt gegen Frauen markiert im Leben der Betroffenen häufig einen Bruch mit gewohnten Lebensbezügen (z. B. Trennung, Wohnungswechsel, Kündigung des Arbeitsplatzes), auch dann wenn der Täter nicht der Partner ist. Über die Hälfte der von physischer Gewalt betroffenen Frauen erlitt körperliche Verletzungen, ein Drittel dieser Frauen nahm aus diesem Grund medizinische Hilfe in Anspruch. Oft sind Kinder in das Gewaltgeschehen gegen die Mutter involviert.
- 20 % der Frauen, die in ihrer letzten Partnerschaft Gewalt erfahren haben, gaben als das gewaltauslösende Ereignis die Geburt eines Kindes an, weitere 10 % die Schwangerschaft.
- 40 % haben seit ihrem 16. Lebensjahr physische oder sexuelle Gewalt oder beides erfahren.
- 37 % der von körperlicher und 47 % der von sexueller Gewalt Betroffenen haben mit niemandem über die Ereignisse gesprochen. Die Anteile sind noch höher, wenn der Täter der aktuelle oder ein früherer Lebenspartner ist.
- 25 % haben Gewalt durch aktuelle oder frühere Beziehungspartner erlebt (häusliche Gewalt).
- 13 % haben seit dem 16. Lebensjahr strafrechtlich relevante Formen sexueller Gewalt erlitten.
- 42 % der in Deutschland lebenden Frauen haben psychische Gewalt erlebt (in Form von Einschüchterung, Verleumdungen, Drohungen, Psychoterror).
- 56 % bis 80 % der Betroffenen haben – je nach Form der Gewalt, besonders aber bei psychischer und bei sexueller Gewalt – psychische Folgebeschwerden (Schlafstörungen, Depressionen, Ängste etc.) davongetragen.[39]

#### Bundeskriminalamt 2015
Statistiken zufolge wurden in Deutschland im Jahr 2015 mehr als 100.000 Frauen Opfer von Gewalt in der Partnerschaft. In 331 Fällen kam es zum versuchten oder vollendeten Mord oder Totschlag einer Frau durch ihren Partner oder Ex-Partner. Als größte Tätergruppe nannte das Bundeskriminalamts (BKA) ehemalige Partner. Nach den Daten des BKA („Partnerschaftsgewalt - Kriminalstatistische Auswertung - Berichtsjahr 2017“) haben in Deutschland lebende Migranten – auf Seiten der Opfer wie der Tatverdächtigen – einen höheren Anteil an partnerschaftlicher Gewalt, als es ihrem Anteil an der Bevölkerung entsprechen würde.

#### Bundeskriminalamt 2021
Ende 2021 zeigt eine kriminalstatistische Auswertung des BKA, dass die Gewaltdelikte innerhalb von Partnerschaften im Jahr 2020 um 4,4 % angestiegen sind gegenüber 2019; von den erfassten 148.031 Opfern vollendeter und versuchter Delikte der Partnerschaftsgewalt waren 80,5 % weiblich und 19,5 % männlich. Die Opferzahlen steigen seit Jahren stetig an.

### Europa
FRA-Erhebung 2014

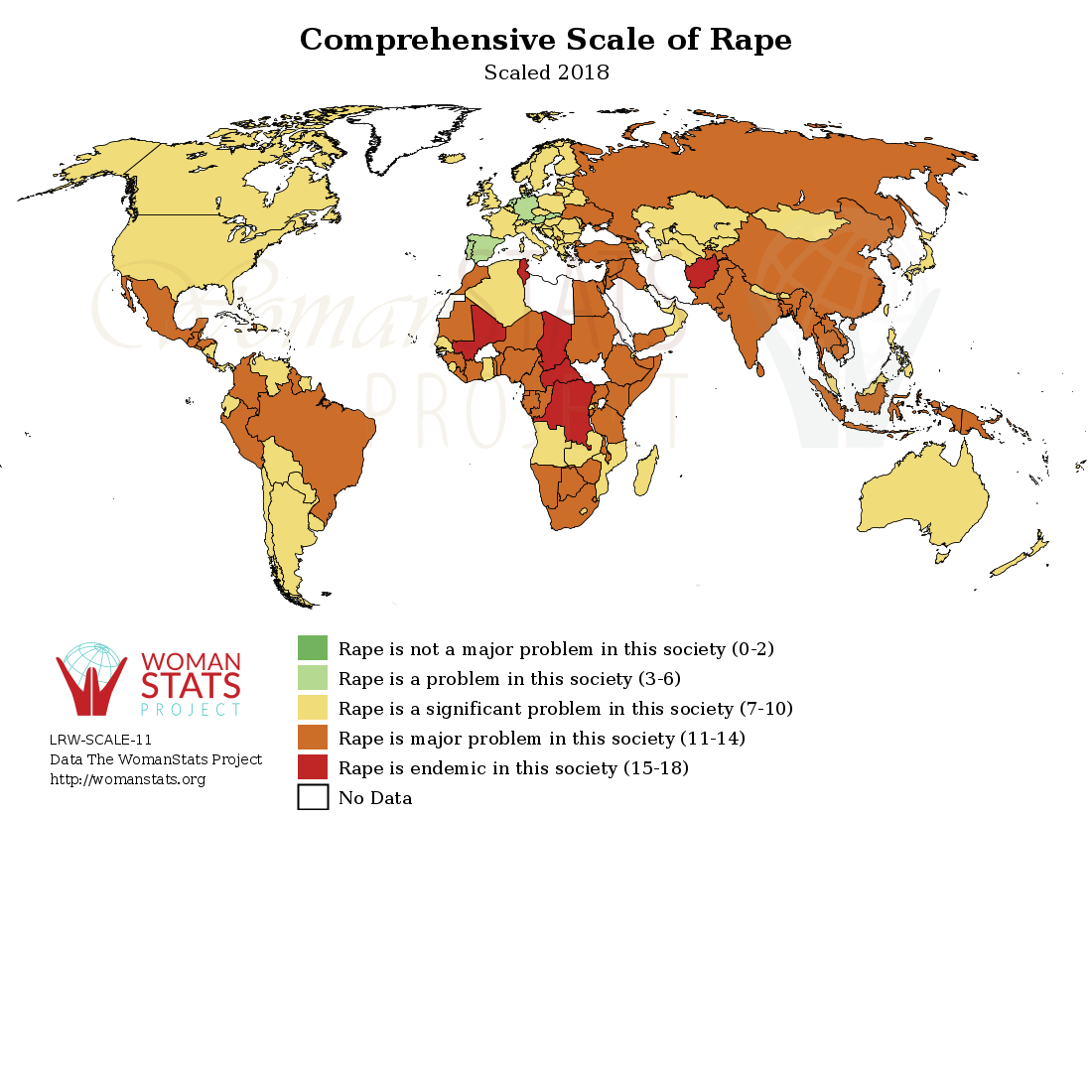
2018: Vergewaltigung je 100.000 Einwohner

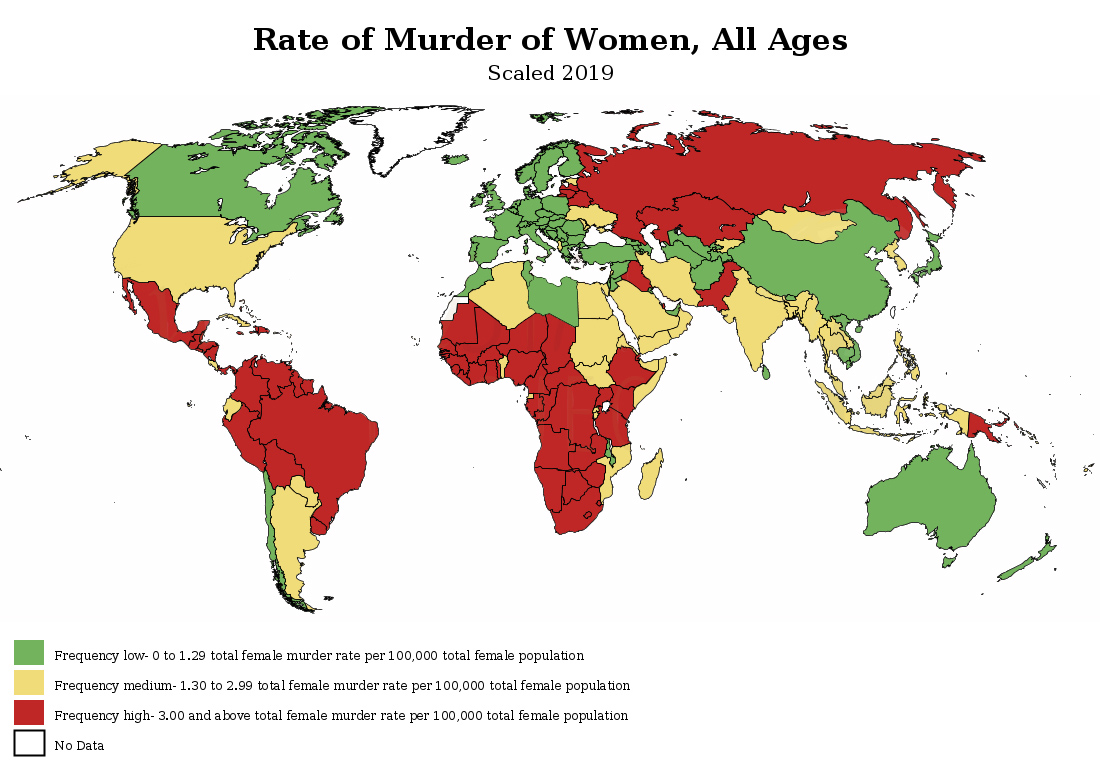
2019: An Frauen begangene Morde je 100.000 weiblicher Einwohner

Im Jahr 2014 zeigte eine Studie der Agentur der Europäischen Union für Grundrechte (FRA), dass Frauen in den 28 Ländern der EU von geschlechtsspezifischer Gewalt überproportional betroffen waren: Von 42.000 befragten Frauen haben 8 % in den vorangegangenen 12 Monaten körperliche oder sexuelle Gewalt erfahren. Jede dritte Frau im Alter zwischen 15 und 74 Jahren hatte eine Form von körperlichem oder sexuellem Übergriff erlebt; das entsprach 62 Millionen Frauen in der EU. Jede fünfte Frau hatte eine Form von Stalking erfahren. Laut der Studie waren Frauen im Alter von 18 bis 29 Jahren besonders gefährdet. Die Erhebung der FRA war die erste dieser Art. 5 % der Befragten erklärten, Opfer einer Vergewaltigung gewesen zu sein; 12 % waren als Kind Opfer sexueller Gewalt. Laut der Autorin der Studie, Joanna Goodey, hätten 22 % der Gewaltopfer einen Arzt oder ein Krankenhaus aufgesucht, nur 15 % die Polizei. In 97 % waren die Täter Männer.
Nachdem im Vereinigten Königreich eine zunehmende Zahl von Gerichtsverfahren harter Sex (rough sex) als Grund für den Tod von Frauen angeführt wurde, veranlasste BBC Radio 5 Live im Jahr 2019 eine Umfrage unter 18- bis 39-jährigen britischen Frauen, und mehr als ein Drittel der etwa 2000 Befragten erklärten, während ansonsten einvernehmlichen Geschlechtsverkehrs gegen ihren Willen geschlagen, gewürgt, geknebelt oder bespuckt worden zu sein. Im Jahr 2021 wurde der Domestic Abuse Bill verabschiedet, welcher die bis dahin in Mordfällen zulässige Einrede des „rough sex gone wrong“ (schiefgelaufenen Rough Sex) abschaffte.

### Kanada
Die Regierung Justin Trudeau hat für 2016 bis Ende 2018 eine fünfköpfige Untersuchungskommission eingerichtet, um dem Problem verschwundener oder ermordeter Frauen und Mädchen unter den Autochthonen zu begegnen. Die Arbeit der Kommission ist mit Can$ 53,8 Millionen dotiert; weitere Can$ 16,17 Millionen sind für die Opferbetreuung von Hinterbliebenen für den Zeitraum von 5 Jahren bereitgestellt. Nach Angaben der Royal Canadian Mounted Police (RCMP) von 2014 gibt es von 1980 bis 2012 landesweit eine Anzahl von 1181 Opfern, davon 1017 Ermordete, soweit ihr Tod der Polizei zur Kenntnis gebracht wurde. Die Regierung Trudeau hat den Kampf gegen dieses soziale Problem für die Jahre 2016–2018 zu einem Schwerpunkt erklärt.

### Indien
Laut einer Studie der Thomson Reuters Stiftung war Indien im Jahr 2018 das gefährlichste Land für Frauen weltweit. Indien lag innerhalb der 10 gefährlichsten Länder (inklusive USA und Saudi-Arabien) auf Rang 1 in 3 von 6 Bereichen: kulturelle Unterdrückung und Misshandlung von Frauen, sexualisierte Gewalt gegen Frauen sowie Menschenhandel und Zwangsprostitution. Im Jahr 2016 wurden demnach 40.000 Vergewaltigungen in Indien gemeldet.
Ein landestypisches Problem stellen Mitgiftmorde dar, bei denen Frauen von ihren Ehemännern getötet werden, wenn die Eltern der Frau keine ausreichende Mitgift („Aussteuer“) an den Mann gegeben haben.

### Vietnam
In Vietnam besteht ein deutlicher Überschuss von Mädchen bei Geburten. Eine Studie zur dortigen Geschlechterverteilung kam zum Ergebnis, dass dies nicht mit einer Aufwertung oder Verbesserung der Stellung oder des gesellschaftlichen Ansehens der Frau einherging, sondern damit, dass Frauen vermehrt Opfer von Zwangsverheiratung, Menschenhandel und anderen Formen von Gewalt wurden.

## International steigende Anzeigebereitschaft
Vor allem in westlichen Ländern ist über lange Zeiträume relativ synchron ein Kriminalitätsrückgang besonders bei Gewaltkriminalität und Diebstahl gut dokumentiert. Die Häufigkeit von Gewalt gegen Frauen veränderte sich in unterschiedlichen Ländern jedoch weniger einheitlich. Die Bereitschaft der Opfer, Anzeige zu erstatten stieg zwar überall an. Die Zeiträume der Anstiege lagen in unterschiedlichen Ländern jedoch etwas anders.
In den USA stiegen die Anzeigeraten (das Verhältnis der angezeigten zu den tatsächlichen Fällen) von gewalttätigen, auch sexuellen Übergriffen in den 1970er Jahren etwas und ab Mitte der 1980er Jahre stark an. Seit Anfang der 1990er Jahre fallen Kriminalitätsraten (das Verhältnis von Anzeigen zur Bevölkerungsgröße) in den westlichen Ländern. In den USA ging die Zahl der Anzeigen wegen Gewaltkriminalität zwischen 1991 und 2005 um 27 % zurück. Wenn die Änderungen der Anzeigebereitschaft berücksichtigt werden, fielen die Zahlen der tatsächlichen Fälle jedoch um 51 %. Ähnliche Rückgänge wurden auch in England und Wales, sowie Skandinavien ermittelt, wo es ebenfalls regelmäßige Viktimisierungsstudien gibt.
Ein Grund für die gestiegene Anzeigebereitschaft ist die verringerte Toleranz gegen sexuelle Gewalt und Gewalt gegen Frauen im Allgemeinen, zumindest in westlichen Gesellschaften. Auch die Polizei ist als Teil der Gesellschaft von der geänderten Kultur beeinflusst. Dadurch stieg ihre Bereitschaft, solche Vorfälle ernst zu nehmen und als Kriminalität zu registrieren – auch um öffentlicher Kritik vorzubeugen.
Der kulturelle Toleranzlevel für Gewalt änderte sich zumindest seit den 1960er Jahren. Vorfälle, die heute angezeigt werden, wurden früher zwar als unerwünscht, unfreundlich oder inakzeptabel bezeichnet, aber nicht als kriminell. Beispiele sind Partnerschaftskonflikte oder ungewollte, sexuelle Berührung in der Öffentlichkeit. Der Kriminologe Michael Tonry meint, der kulturelle Wandel beträfe auch die Begriffe. Wäre in einer Viktimisierungsstudie in den 1960er Jahren jemand nach einem Schlag vom Partner gefragt worden, ob sie oder er Opfer einer Gewalttat geworden sei, wäre die Wahrscheinlichkeit nein zu sagen größer als heute gewesen. Auch die Darstellung des Männerbilds in den Medien änderte sich. Wie beispielsweise James Bond in Filmen der 1960er Jahre dargestellt wurde, würde heute zu einem Aufschrei führen. Aus heutiger Sicht hat er manche Frau im Grunde vergewaltigt.
Viele Bewertungen von sexuellen Übergriffen haben sich verschoben. So auch Vergewaltigungen und versuchte Vergewaltigungen durch Bekannte, den Ehemann, oder bei Frauen, die auf der Suche nach einer Beziehung sind. Dies ist auch ein Erfolg des Feminismus der 1970er und 1980er Jahre. Politische Bewegungen bewirkten Verschärfungen von Gesetzen und veränderten auch der Auslegung bestehender Gesetze. Seit den späten 1990er Jahren wird die Berichterstattung in den Medien zunehmend opferzentriert und moralisch.
Änderungen des Anzeigeverhaltens, juristische Änderungen, einer erweiterten Registrierung durch die Polizei und der geänderten gesellschaftlichen Toleranz führten zu einem wesentlichen Anstieg der Fallzahlen gegenüber den tatsächlichen Vorfällen in den Kriminalstatistiken aller entwickelten Länder. In den vergangenen Jahren förderten mehrere Social-Media-Aktionen diese Entwicklung wie 2012 #ichhabnichtangezeigt, 2013 #aufschrei und 2017 #MeToo. Die Wirkung waren so intensiv, dass sich Männer diskriminiert fühlten und ihren Umgang mit Frauen einschränkten. Seit 2018 ist die Istanbul-Konvention in Deutschland und der Schweiz als Bundesrecht anzuwenden.
In Deutschland beschlossen die Innenminister von Bund und Ländern am 18. Juni 2021, frauenfeindliche Straftaten genauer erfassen zu lassen. Dadurch solle das Dunkelfeld, vor allem auch in Bezug auf Gewalt in Paarbeziehungen, stärker ausgeleuchtet werden.

## Staatliche Gegenmaßnahmen

### Deutschland
Das Hilfetelefon Gewalt gegen Frauen ist das erste bundesweite Beratungsangebot für von Gewalt betroffene Frauen. Telefonisch unter 08000 116 016 rund um die Uhr, via Chat oder Mail können sich Betroffene, aber auch Angehörige und Freunde sowie Fachkräfte kostenfrei beraten lassen. Die Beratung kann anonym und auch für Hörgeschädigte erfolgen. Auf Wunsch werden Unterstützungsangebote vor Ort vermittelt. Es ist möglich, Dolmetscherinnen hinzuzuschalten. Die Beratung wird in 15 Sprachen angeboten. Auf den Seiten des Hilfetelefons ist erkennbar, dass mit allen Bundesländern Kooperationen bestehen. Das Unterstützungsangebot ist beim Bundesamt für Familie und zivilgesellschaftliche Aufgaben angesiedelt.
In Deutschland gibt es derzeit (Stand November 2024) etwa 400 Frauenhäuser mit 7700 Plätzen. Um die Istanbul-Konvention zu erfüllen bräuchte es jedoch mindestens weitere 13.300 Plätze. Im Jahr 2023 wurden 16.300 Frauen aus Platzmangel abgewiesen. Nur 14.200 Frauen erhielten Schutz. Außerdem kostet die Unterkunft zum Teil Geld, sofern die Betroffenen nicht von Sozialhilfe leben. Das Kabinett Scholz plante daher ein Gewalthilfegesetz, das die Schaffung weiterer Frauenhäuserplätze vorsah und einen Rechtsanspruch auf einen kostenlosen Platz ab 2030 garantieren würde. Dem Finanzminister Christian Lindner (FDP) waren die Maßnahmen zum Schutz von Frauen vor Gewalt jedoch zu teuer, sodass er das Gesetz blockierte. Nach dem vorzeitigen Ende der Regierungskoalition 2024 galt die Verabschiedung des Gesetzes in dieser Legislaturperiode als unwahrscheinlich. Frauenhäuser werden von Bundesländern und Kommunen mitfinanziert, wobei sich die Finanzierungsgrundlage je nach Bundesland unterscheidet. Eine bundeseinheitliche Finanzierung gibt es nicht.
Am 31. Januar 2025 hat der Bundestag den Entwurf für ein Gewalthilfegesetz in 2./3. Lesung beschlossen. Kern ist ein Rechtsanspruch auf Schutz und Beratung bei geschlechtsspezifischer und häuslicher Gewalt für Frauen und ihre Kinder. Dieser tritt am 1. Januar 2032 in Kraft. Damit sollen die Länder genug Zeit haben, ihre Hilfesysteme entsprechend auszubauen. Der Bundesrat stimmte am 14. Februar zu.

## Zivilgesellschaftliche Gegenmaßnahmen

### Deutschland
Auf der Website des Bundesverbands Frauenberatungsstellen und Frauennotrufe (bff) können Hilfesuchende anhand bestimmter Schwerpunkte in einer Datenbank nach Hilfsorganisationen in ihrer Nähe recherchieren.
Auf den Seiten der BIG Hotline (betrieben vom BIG e. V., der Berliner Initiative gegen Gewalt an Frauen) ist eine Broschüre mit Hinweisen für von häuslicher Gewalt betroffenen Migrantinnen verfügbar. Sie enthält nicht nur Rufnummern zu Hotlines, sondern auch Kontaktdaten zu (Berliner) Frauenhäusern, Zufluchtswohnungen und Beratungsstellen.
Die Frauenrechtsorganisation Terre des Femmes unterstützt betroffene Frauen und Mädchen u. a. durch Kampagnen, etwa gegen weibliche Genitalverstümmelung, häusliche Gewalt, Kinderheirat und Ehrenmorde.
Hilfe und Beratung finden Mädchen und Frauen auch auf den Seiten von Gewaltlos.de, einem Projekt des Sozialdienstes Katholischer Frauen. Zentrales Medium ist der Chat, der rund um die Uhr geöffnet ist. Die Betroffenen finden hier anonym und kostenfrei niedrigschwellige Unterstützung und individuelle Beratung durch ausgebildete Fachkräfte.

## Proteste und Gegenbewegungen

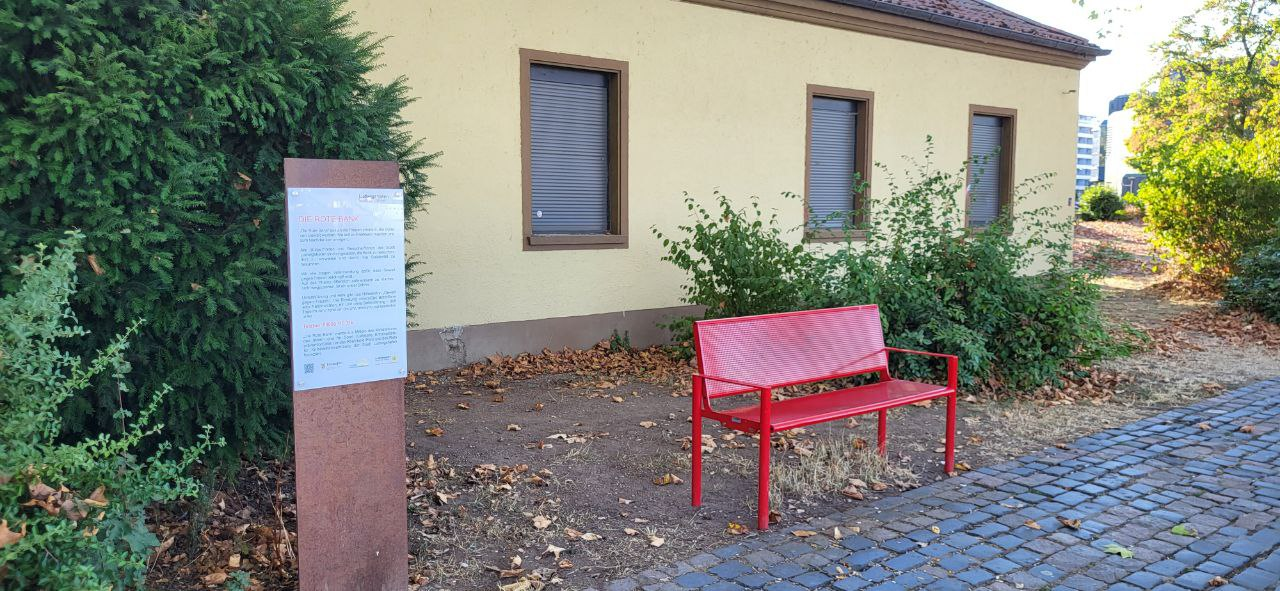
Mahnmal Rote Bank in Ludwigshafen

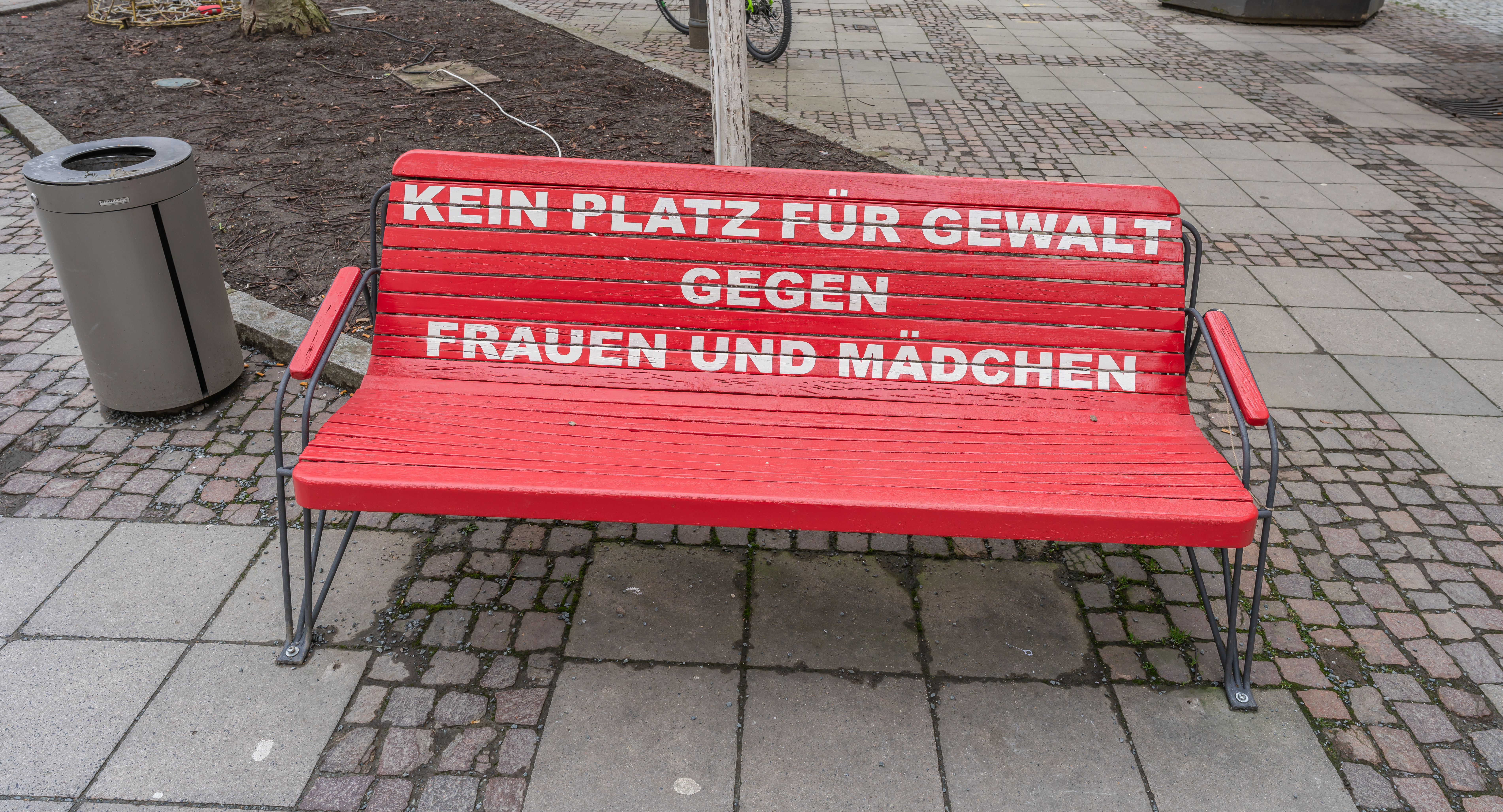
Aufschrift auf Sitzbank fordert keinen Platz für Gewalt

Seit Mitte der 1970er Jahre fanden weltweit zahlreiche Tribunale zu Gewalt gegen Frauen als öffentliche Anhörungen statt.
Im November kommt es jährlich am Internationalen Tag zur Beseitigung von Gewalt gegen Frauen zu Protesten gegen Gewalt gegen Frauen weltweit.
Die 1977 in Leeds initiierte Bewegung Reclaim the Night machte weltweit auf die Einschränkungen der Freiheit von Frauen durch die Gefahr sexueller Übergriffe aufmerksam. Die internationale Männerbewegung White Ribbon spricht sich seit 1991 für die Beendigung der Männergewalt in Beziehungen aus.
In Indien kam es 2012 nach einer Gruppenvergewaltigung in Delhi zu mehrtägigen Proteste in vielen Städten, mit weltweitem Medienecho. Der Hashtag #MeToo dient seit Oktober 2017 in den sozialen Medien dazu, Aufmerksamkeit für das Ausmaß sexueller Belästigung und sexueller Übergriffe zu gewinnen. Im März 2021 kam es nach dem Mord an Sarah Everard landesweit zu Mahnwachen, und unter dem Hashtag #reclaimthestreets wurden Forderungen nach Sicherheit für Frauen im öffentlichen Raum geäußert.
Unabhängig von politischen Protesten wurden Versuche gestartet, auf Basis von technischen Mitteln wie GPS-Tracking mehr Sicherheit für Frauen und Mädchen zu erreichen.
Die Europäische Kommission stellte 2022 einen Vorschlag für eine Richtlinie zur Verhütung und Bekämpfung von Gewalt gegen Frauen vor. Insbesondere geht es um Zwangsehen, weibliche Genitalverstümmelung, Cyber-Gewalt und Zwangssterilisationen. Strittig sind (Stand: Ende 2023) vor allem Regeln zur Bekämpfung der Vergewaltigung auf der Grundlage fehlender Einwilligung. Statt „Nein heißt Nein“ solle künftig nur „Ja heißt Ja“ gelten.